# Souttiningo (Petté)
Pour les articles homonymes, voir Souttiningo.
Souttiningo (ou Soutiningo) est une localité du Cameroun située dans l'arrondissement de Petté, le département du Diamaré et la région de l’Extrême-Nord. Elle fait partie du canton de Malam Petel.

## Population
En 1975, la localité comptait 65 habitants, des Peuls.
Lors du recensement de 2005, on y a dénombré 147 personnes.